# 露辛达·弗雷德里克斯
露辛达·弗雷德里克斯（英語：Lucinda Fredericks，1965年9月28日—），婚前姓穆雷（Murray），澳大利亚女子马术运动员。她曾代表澳大利亚参加2008年和2012年夏季奥林匹克运动会马术比赛，其中2008年奥运会获得一枚银牌。

## 家庭
前夫克莱顿·弗雷德里克斯。